# Non abbastanza morta
Non abbastanza morta (titolo originale Not Quite Dead Enough), pubblicato in Italia anche con il titolo Menzogna mortale, è la quarta novella gialla di Rex Stout con Nero Wolfe protagonista.

## Storia editoriale
Il racconto fu pubblicato per la prima volta in versione abbreviata nel numero di dicembre 1942 sulla rivista The American Magazine e in formato libro nella raccolta Not Quite Dead Enough nel 1944.

## Trama
Gli Stati Uniti sono entrati in guerra e Archie Goodwin è ora un maggiore dell'Esercito. Il suo compito è assicurarsi la collaborazione di Nero Wolfe con il servizio segreto militare e fungere da suo assistente. Ma quando torna a New York dopo un'assenza di tre mesi, scopre che Wolfe ha abbandonato il suo lavoro e si è messo in testa di allenarsi per rimettersi in forma e arruolarsi nell'Esercito come soldato semplice. Archie deve risolvere il problema di come riportare il geniale investigatore alla normalità. Decide di sfruttare il caso di Ann Amory, che custodisce un segreto forse pericoloso; Lily Rowan, amica e spasimante di Archie, è preoccupata per la sua incolumità e gli chiede di proteggerla. Archie si ritrova a indagare in un palazzo abitato da bizzarri inquilini.

### Personaggi principali
- Nero Wolfe: investigatore privato
- Archie Goodwin: assistente di Nero Wolfe e narratore di tutte le storie
- Fritz Brenner: cuoco e maggiordomo
- Theodore Horstmann: giardiniere di Nero Wolfe
- Lily Rowan: amica di Archie Goodwin
- Ann Amory: una ragazza nei guai
- Signora Chack: nonna di Ann
- Signorina Leeds: proprietaria del 316 di Barnum Street
- Roy Douglas: allevatore di piccioni
- Leon Furey: cacciatore di falchi
- Cramer: ispettore della Squadra Omicidi
- Purley Stebbins: sergente della Squadra Omicidi

## Critica
"I tre romanzi brevi successivi si svolgono tutti sullo sfondo della seconda guerra mondiale, a cominciare da Not Quite Dead Enough. La trama è abbastanza solida e ruota intorno all'omicidio di una delle conoscenti di Lily Rowan, il principale - anche se non esclusivo - interesse romantico di Archie nel corso della serie. [...] Wolfe giunge a una deduzione brillante per risolvere il caso. La mia unica rimostranza su questo racconto è la sua lunghezza. Troppo spazio è dedicato ai retroscena del coinvolgimento di Wolfe e Archie nello sforzo bellico, che, anche se di interesse per i fan più accaniti di Stout, fa salire inutilmente il conteggio delle parole per un tipico lettore di gialli che ai avvicini alla storia oggi."

## Edizioni
- Rex Stout, Non abbastanza morta, traduzione di Laura Grimaldi, collana I Classici del Giallo Mondadori (n. 776), Arnoldo Mondadori Editore, 1996,  p. 206, ISSN 0009-8426.